# Transnistrisk ukrainska
Transnistrisk ukrainska (ukrainska: Наддністрянський говір) är en dialekt av ukrainska som talas i Transnistrien, en region som ensidigt har deklarerat sin självständighet. Enligt landets grundlag är Transnistriens tre officiella språk ukrainska, ryska och rumänska.
Dialekten anses höra till de sydvästliga dialekterna av ukrainska språket.
Lexikala skillnader mellan transnistrisk ukrainska och standardspråket:
| Transnistrisk ukrainska | Standardspråket      | Svenska  |
| ----------------------- | -------------------- | -------- |
| банак (banak)           | каструля (kastrulja) | kastrull |
| булба (bulba)           | картопля (kartoplja) | potatis  |
| бузок (buzok)           | лелека (leleka)      | stork    |
| твар (tvar)             | обличчя (oblytjtjja) | ansikte  |
| писок (pisok)           | рот (rot)            | mun      |
| кугут (kuhut)           | півень (piven)       | tupp     |
| цера (tsera)            | шкіра (sjkira)       | skinn    |